# 三日月 (くるりの曲)
『三日月』（みかづき）は日本のロックバンド、くるりの21枚目のシングル。2009年2月18日に発売された。発売元はSPEEDSTAR RECORDS。

## 収録曲
1. 三日月
  - NHK土曜時代劇『浪花の華〜緒方洪庵事件帳〜』主題歌。
2. かごの中のジョニー
3. 夢の中
  - BO GUMBOSのカヴァー。